# Оуэн де ла Поль
Оуэн де ла Поль (англ. Owen de la Pole; умер до 15 октября 1295) — валлийский аристократ, сын Грифида ап Гвенвинвина и Гевизы ле Стрейндж.

## Биография
Оуэн был потомком правителей Поуиса. Его отец, правивший южной частью Поуиса, из валлийского князя постепенно превратился в английского феодального барона. Оуэн в 1274 году пребывал при дворе правителя Гвинеда Лливелина ап Грифида в качестве заложника. После завоевания Уэльса Англией в 1283 году он стал рыцарем-баннеретом при дворе Эдуарда I, а в 1287 году, когда умер отец, получил все его земли в качестве лена английской короны. Оуэн считался одним из лордов Валлийской марки и именовался, по названию одного из своих владений, Оуэн де ла Поль.
Оуэн де ла Поль был женат на англичанке Джоан Корбет, дочери сэра Роберта Корбета. В этом браке родились по крайней мере один сын, Грифид, и одна дочь, Гевиза. Сын умер юным до 1309 года, так что владения Оуэна перешли к его зятю — Джону Черлтону, 1-му барону Черлтону.